# Steven MacLean (Fußballspieler)
Steven George MacLean (* 23. August 1982 in Edinburgh) ist ein schottischer Fußballtrainer und ehemaliger -spieler. Er trainierte 2023 den FC St. Johnstone.

## Karriere

### Verein
Steven MacLean stand ab dem 1. August 2002 im Profikader der Glasgow Rangers. In der Saison 2002/03 absolvierte er für die Rangers unter Alex McLeish drei Ligaspiele. Sein Debüt als Profi gab er am 22. Dezember 2002 gegen Partick Thistle als er für Stephen Hughes eingewechselt wurde. Für die folgende Saison 2003/04 wurde MacLean an den englischen Viertligisten Scunthorpe United verliehen. Mit 23 erzielten Treffern wurde er Torschützenkönig. Nach seiner Rückkehr zu den Rangers, wurde der 21-Jährige auf die Transferliste gesetzt. Kurz darauf wurde er für eine Ablösesumme von £125.000 an den englischen Drittligisten Sheffield Wednesday verkauft. In seiner ersten Saison gelangen ihm 18 Ligatore, Wednesday stieg nach den Play-offs in die 2. Liga auf. Im August 2005 brach er sich das Bein und kam in der Zweitligasaison 2005/06 nur sechsmal zum Einsatz. Im letzten Vertragsjahr in Sheffield gelangen ihm nochmals 12 Tore. Danach stand er beim Ligarivalen Cardiff City unter Vertrag. Im Januar 2008 wechselte er für £500.000 zu Plymouth Argyle. Dort blieb er in den folgenden drei Jahren nicht mehr so Treffsicher. Von Februar bis Juni 2010 wurde er an den FC Aberdeen verliehen, danach von November 2010 bis Mai 2011 an Oxford United. Ab Juli 2011 spielte MacLean bei Yeovil Town sowie leihweise bei Cheltenham Town. Im Juli 2012 wechselte er zum FC St. Johnstone. Sein Debüt gab der ehemalige Rangers-Spieler gegen Celtic am 15. September 2012 das die Saints gewannen. Mit dem Verein gewann er 2014 den schottischen Pokal im Finale gegen Dundee United. MacLean traf dabei zum 2:0-Endstand. In seinem 203. und letzten Pflichtspiel für den Verein am 5. Mai 2018 erzielte er gegen den FC Motherwell einen Hattrick. Danach wechselte der mittlerweile 35-Jährige in seine Geburtsstadt Edinburgh zu Heart of Midlothian.

### Nationalmannschaft
Steven MacLean absolvierte im Jahr 2002 unter Rainer Bonhof vier Spiele in der Schottischen U-21-Nationalmannschaft.

### Trainer
MacLean beendete am Ende der Saison 2019/20 seine Spielerkarriere. Er wurde im April 2023 Interimstrainer des FC St. Johnstone, nachdem Callum Davidson entlassen worden war, als sich der Verein auf dem vorletzten Platz befand. Durch eine verbesserte Ergebnisserie, konnten die „Saints“ in der Saison 2022/23 den Abstieg vermeiden, und MacLean wurde zum dauerhaften Cheftrainer befördert. MacLean wurde am 29. Oktober 2023 von St. Johnstone entlassen, nachdem sich der Verein nach einer Serie von neun Spielen ohne Sieg auf dem letzten Tabellenplatz der Scottish Premiership 2023/24 befand.